# 田中百畝
田中 百畝（たなか ひゃっぽ、1901年12月1日 - 1964年2月11日）は、日本の実業家。京浜急行電鉄社長、京浜百貨店社長。広島県世羅郡津名村下津田（現：世羅町下津田）出身。

## 来歴・人物
教育者を志し1927年、東京商科大学（現：一橋大学）教員養成所を卒業。
教職にあったが1932年、京浜電気鉄道（現：京浜急行電鉄）に入社。1939年同社常務、東京地下鉄道専務、東京急行電鉄専務を経て、1946年京浜百貨店（現：京急ストア）社長に就任。
戦後、京急の大東急からの分離独立運動に尽力。1948年京浜急行電鉄発足後の1950年、同社社長に就任。川崎鶴見臨港バスの買収、都営地下鉄との提携による都心乗り入れ、平和島温泉の建設、三浦半島の開発など沿線地域の開発に敏腕を振るい京急発展の礎を築いた。
1930年代に京浜電気鉄道を経営していた望月軍四郎は岳父。その後京浜電気鉄道に乗り込んだ五島慶太からも高い信頼を得て、京浜における五島の右腕のような存在になっていった。

温厚篤実な性格で人望を集め多くの要職を務め1962年、運輸大臣賞、1964年には従四位勲三等旭日中綬章が贈られた。
14年間、京急社長を務め在任中の1964年死去。墓所は青山霊園(1イ1-31)